# 酪氨醇
酪氨醇是一种含氮有机化合物，化学式HOC
6H
4CH
2CH(NH
2)CH
2OH，常温常压下为无色或白色固体，属于氨基醇，可由对应的氨基酸酪氨酸在甲硫醚硼烷还原下生成，能看作是苯乙胺的乙醇胺衍生物，有手性，其脱氨产物为酪醇。